# Austrosaurus
Austrosaurus is een monotypisch geslacht van uitgestorven herbivore sauropode dinosauriërs, behorend tot de Titanosauriformes, dat tijdens het Vroeg-Krijt leefde in Australië.

## Vondst en naamgeving
Resten van dit dier werden in augustus 1932 ontdekt door de opzichter Henry Burgoyne Wade op de Whitewood Paddock te Clutha Station, zestig kilometer van Maxwelton in het noorden van Queensland. Deze bracht ze onder de aandacht van de manager van Clutha Station, Harley John Mackillop, die ze weer zijn broer Dr. Martin Joseph MacKillop inlichtte die de beide andere mannen hielp bij het opgraven. Hij stuurde een schets naar Heber Albert Longman, de directeur van het Queensland Museum die verzocht dat de fossielen naar hem verzonden zouden worden. Een eerste partij arriveerde in januari 1933 en een tweede partij kleinere botten werd in juni opgestuurd, samen vijfentwintig blokken.
In 1933 benoemde en beschreef Longman de typesoort Austrosaurus mackillopi. De geslachtsnaam is afgeleid van het Latijnse auster, 'zuidenwind'. De soortaanduiding eert de ontdekkers. Het is de eerste sauropode die benoemd is uit het Krijt van Australië.

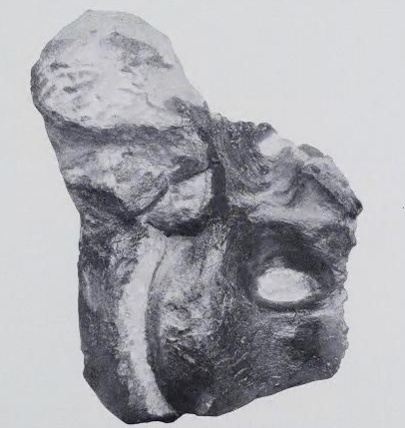
Een ruggenwervel van het holotype

Het holotype QM F2361 is gevonden in de Wintonformatie, de Allaru Mudstone, die dateert uit het bovenste Albien. Het omvat de laatste halswervel tot en met de vijfde ruggenwervel. Het gaat om een zeeafzetting; het karkas moet in zee gespoeld zijn en afgezonken. Vermoedelijk werd het toen al aangevreten. De wervels zijn in slechte staat en verweerd.
Pogingen in 1976 en 1977 de vindplaats weer te lokaliseren mislukten. Deze was gemarkeerd met een bord opgehangen aan twee palen. Het bord verging, maar in 2014 lukte het met een helikopter de palen terug te vinden. In juli en augustus 2014 en juli 2015 werden hierop nog wat ribben en wervelfragmenten gevonden. Zes ribben kregen het inventarisnummer KK F1020. Het gaat om de eerste vijf linkerribben en de vierde rechterrib. Ze maken deel uit van de collectie van het Kronosaurus Korner Marine Fossil Museum.
De soort werd meestal beschouwd als een nomen dubium. Later aan Austrosaurus mackillopi of een Austrosaurus sp. toegewezen materiaal waaronder het grote in 1999 ontdekte specimen 'Elliot' kon er dus niet gerechtvaardigd bij onder worden gebracht. In 2017 werd Austrosaurus opnieuw beschreven en een geldig taxon geacht waaraan echter geen andere fossielen konden worden toegewezen.

## Beschrijving
Austrosaurus heeft een geschatte lengte van twintig meter en een gewicht van vijftien ton.
De oorspronkelijke diagnose is volledig verouderd. In 2017 werden enkele onderscheidende kenmerken vastgesteld. Een daarvan is een autapomorfie, unieke afgeleide eigenschap. De eerste ruggenwervel heeft een extra pneumatische opening schuin boven en voor de parapofyse, het onderste ribgewricht.
Verder is er een unieke combinatie van op zich niet unieke kenmerken. De eerste en tweede ruggenwervel zijn gekield waarbij de lengterichel omgeven wordt door een ondiepe ronde trog. De voorste drie ribben zijn over de volle lengte plankvormig, de vierde rib is onderaan al wat ronder en de vijfde rib is onderaan rond in dwarsdoorsnede.
De wervels zijn sterk gepneumatiseerd in de vorm van intern sponsachtig bot.

## Fylogenie
Austrosaurus werd oorspronkelijk in de Cetiosauridae geplaatst. Ralph Molnar meende in 1981 dat het een lid was van de Titanosauridae. In 2017 werd geconcludeerd tot een positie basaal in de Somphospondyli.

## Levenswijze
Het dier leefde in bosgebieden, waar het zich tegoed deed aan planten.